# Departamento Calingasta

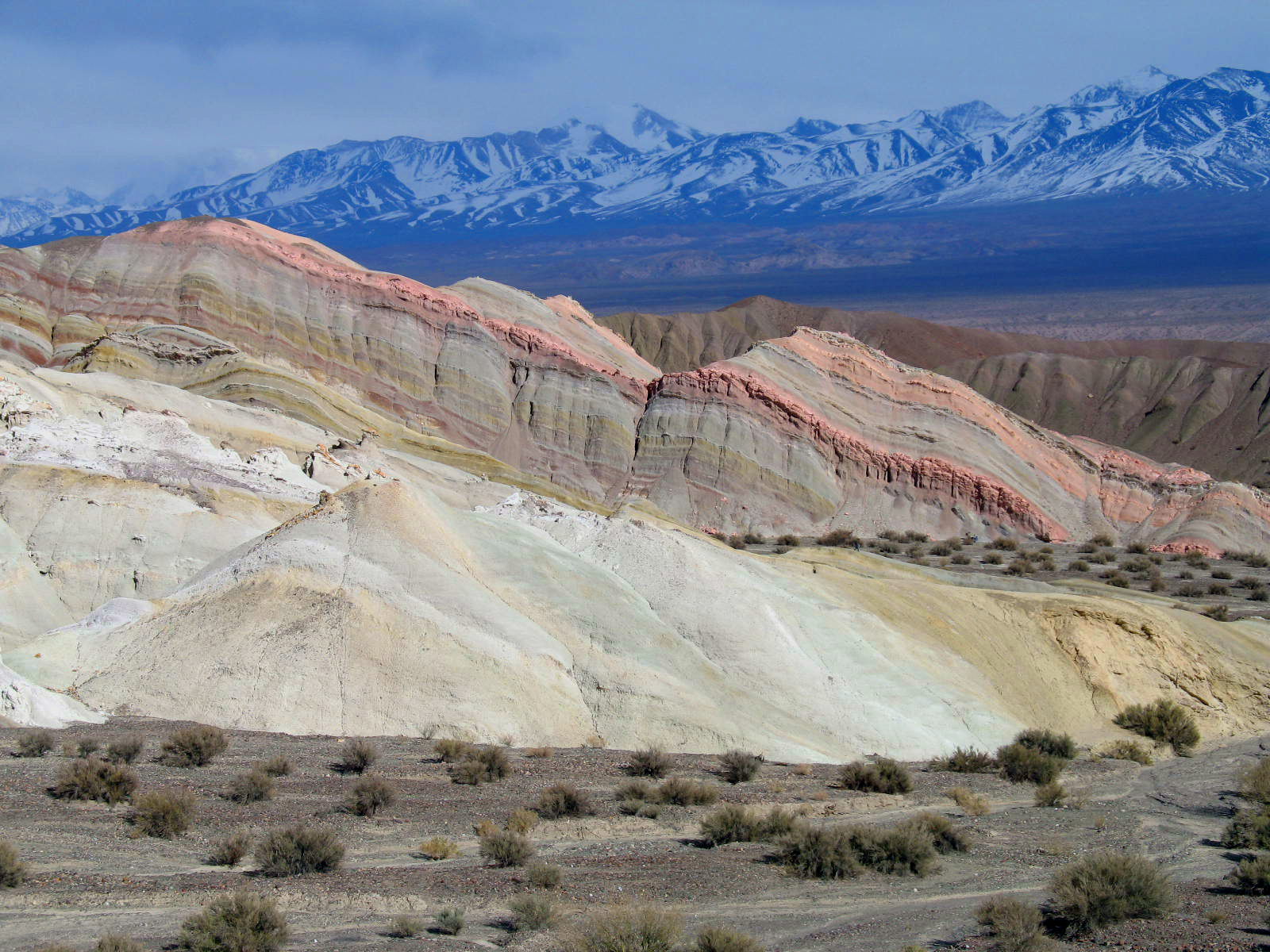
Landschaft im Departamento Calingasta

Das Departamento Calingasta ist eine von 19 Verwaltungseinheiten der Provinz San Juan im mittleren Westen Argentiniens.
Es grenzt im Norden an das Departamento Iglesia, im Osten an die Departamentos Sarmiento, Zonda und Ullum, im Süden an die Provinz Mendoza und im Westen an Chile.
Das Departamento Calingasta hat insgesamt 8588 Einwohner in 2949 Wohnhäusern.
Mit 0,4 Einwohnern pro Quadratkilometer ist das Departamento, das 25 % der Fläche der ganzen Provinz einnimmt, extrem dünn besiedelt. Auf einer Fläche, die größer ist als Hessen wohnen weniger Menschen als in Rüdesheim am Rhein.
Das Verwaltungszentrum des Departamento Calingasta ist die Ortschaft Tamberías.

## Gemeinden
Das Departamento Calingasta gliedert sich in zwölf Ortschaften, die sich entlang der Flüsse Río Calingasta, Río de Los Patos, Río Castaño und am Oberlauf des Río San Juan aufreihen:
Im Norden, mit 4,5 % der Gesamtbevölkerung:
- Villa Nueva
- Puchuzun
- Villa Corral

Im Zentrum mit 26,56 % der Gesamtbevölkerung:
- Villa Calingasta (2.039 Einwohner)
- Alcaparroza
- La Isla
- Colón
- Hilario

Im Süden:
- Villa Pituil (820 Einwohner)
- Barreal (3.463 Einwohner)
- Sorocayense
- Tamberías (860 Einwohner)